# Saint-Voir
Saint-Voir település Franciaországban, Allier megyében. Lakosainak száma 201 fő (2022. január 1.). Saint-Voir Gouise, Mercy, Neuilly-le-Réal, Thionne és Treteau községekkel határos.

## Népesség
A település népessége az elmúlt években az alábbi módon változott:
| Lakosok száma | 294  | 234  | 196  | 199  | 193  | 194  | 190  | 194  | 197  | 201  |
|               | 1968 | 1982 | 1990 | 2006 | 2013 | 2015 | 2017 | 2019 | 2020 | 2022 |